# Ctenops nobilis
Ctenops nobilis McClelland, 1845 è un pesce d'acqua dolce, unico esponente del genere Ctenops, appartenente alla famiglia Osphronemidae, sottofamiglia Luciocephalinae.

## Diffusione e habitat
Questa specie è diffusa in Bangladesh e India.